# Martin Müller (football)
Martin Müller est un footballeur tchèque né le 6 novembre 1970. Il évolue au poste de défenseur.

## Palmarès
- Vainqueur de la Coupe de Tchéquie en 2002 avec le Slavia Prague